# دهستان یوری
دهستان یوری (به لاتین: Juuru Parish) یک دهستان در استونی است که در شهرستان راپلا واقع شده‌است.

## خصوصیات
دهستان یوری ۱۵۲٫۴ کیلومترمربع مساحت و ۱٬۶۲۷ نفر جمعیت دارد.

## نگارخانه

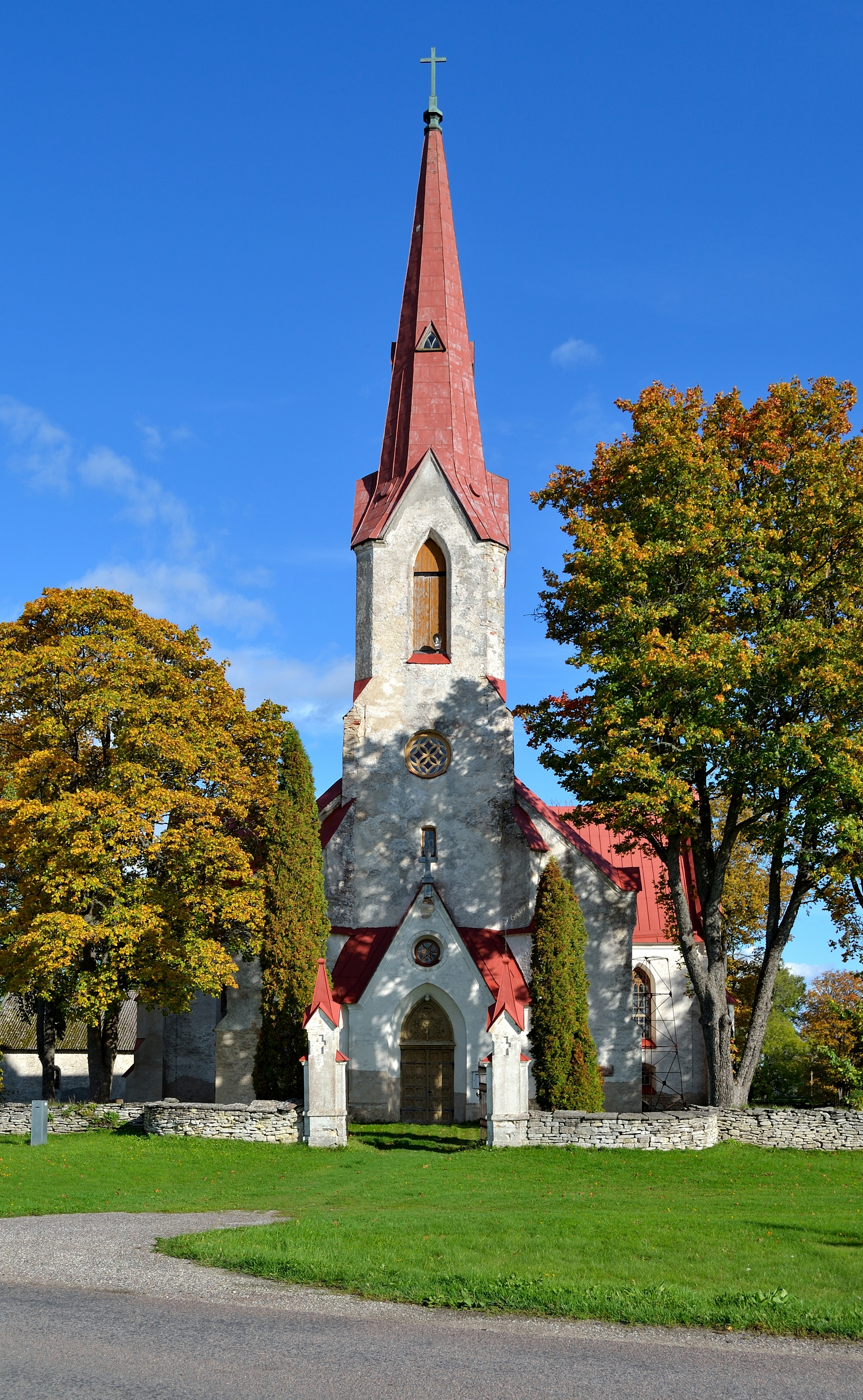
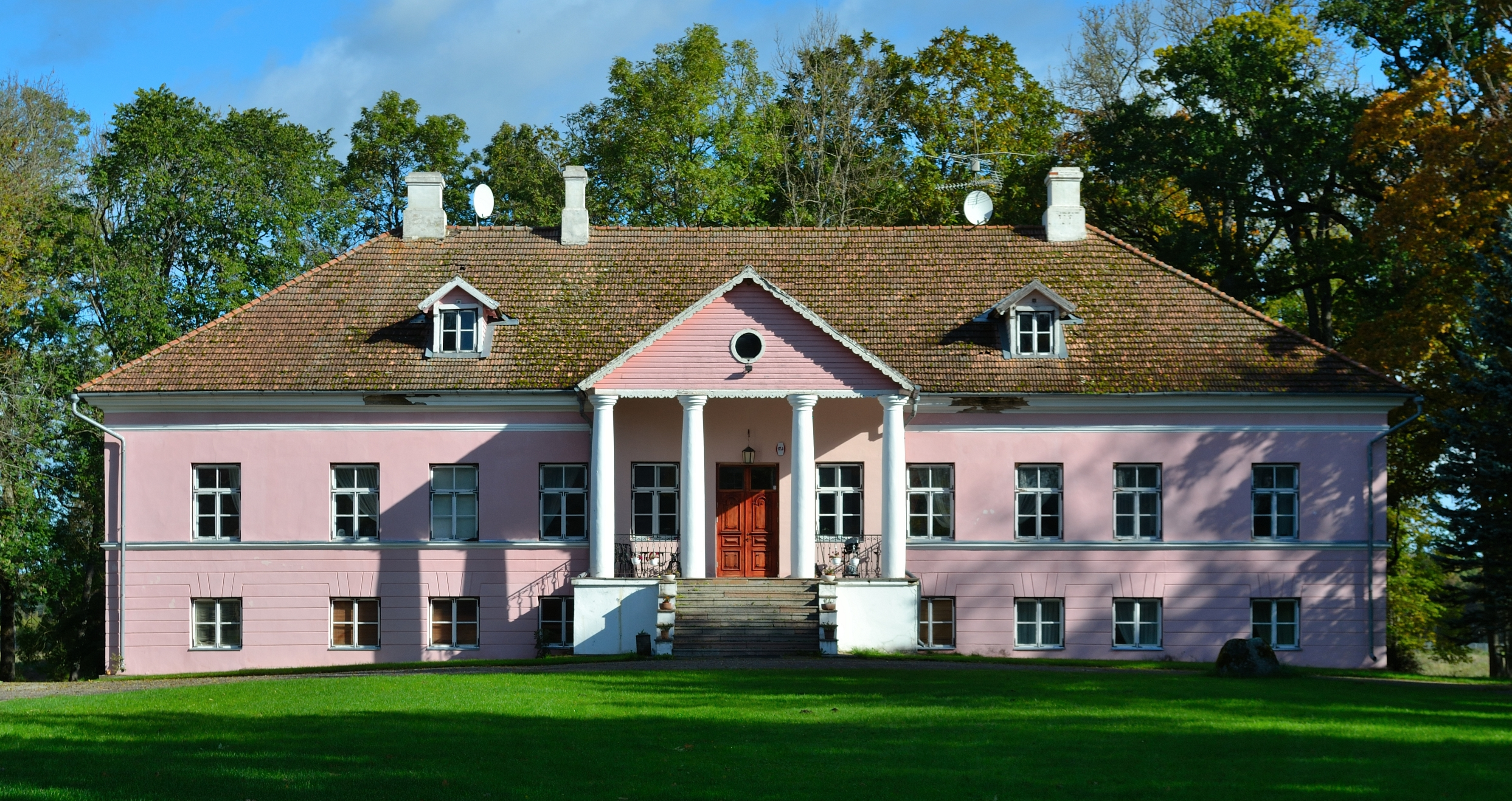
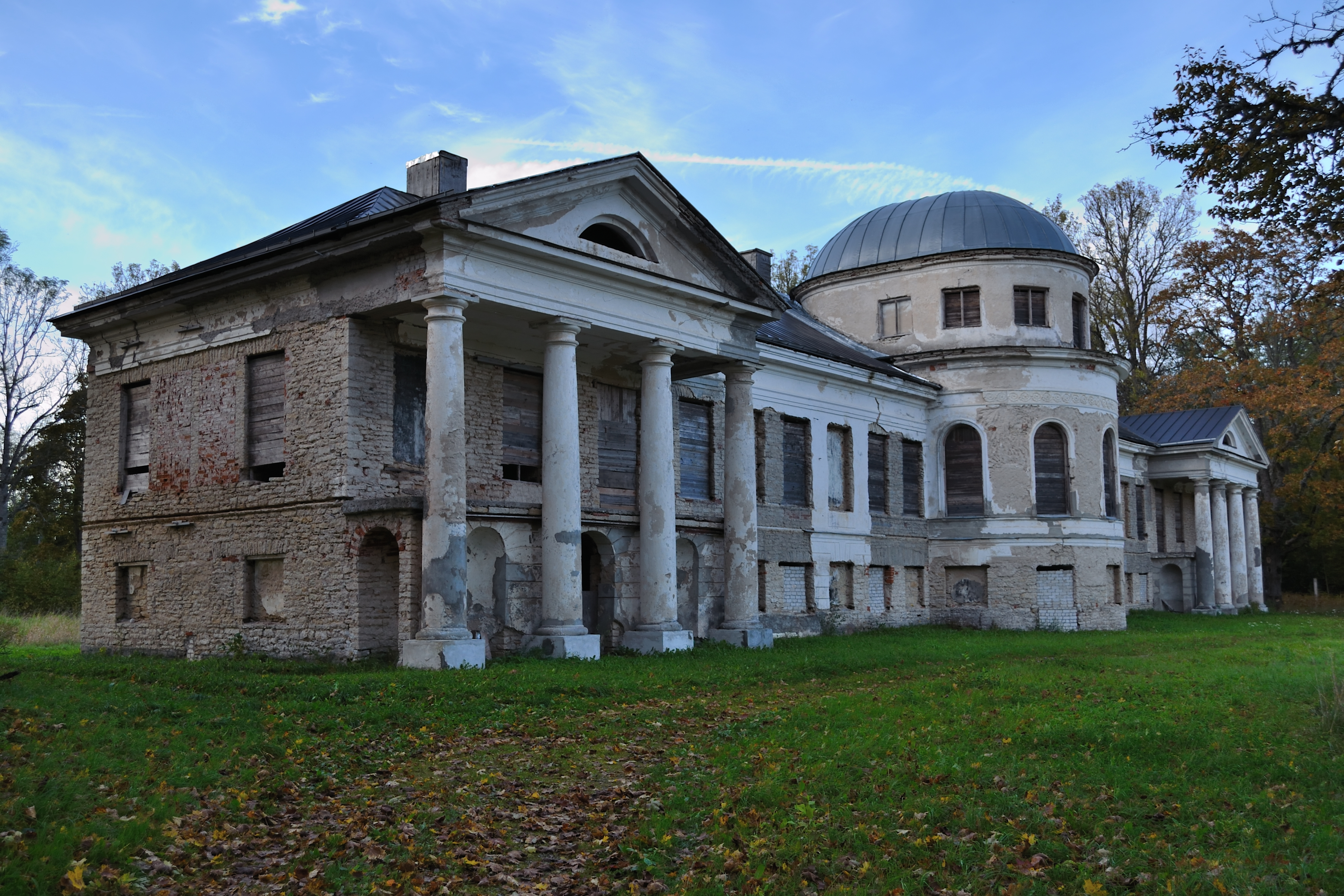
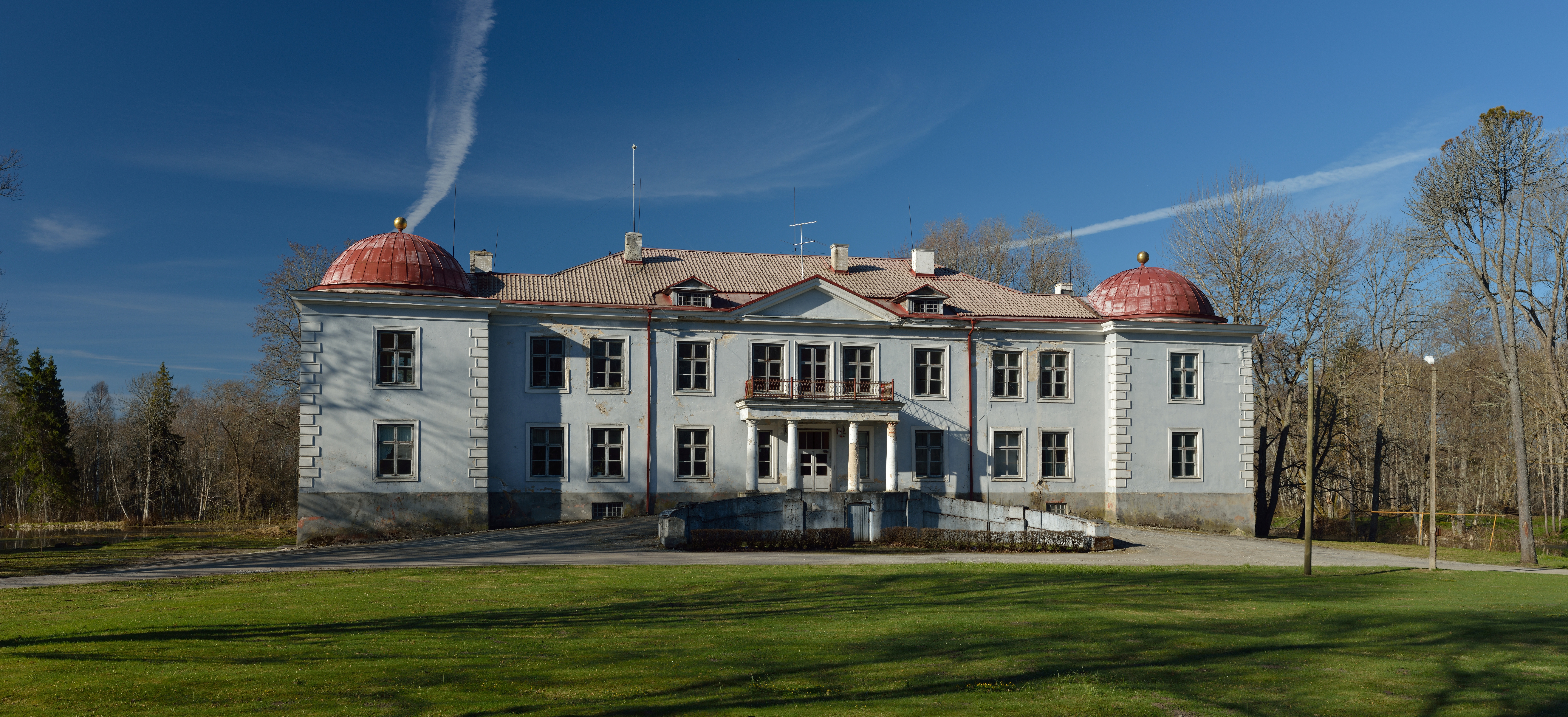
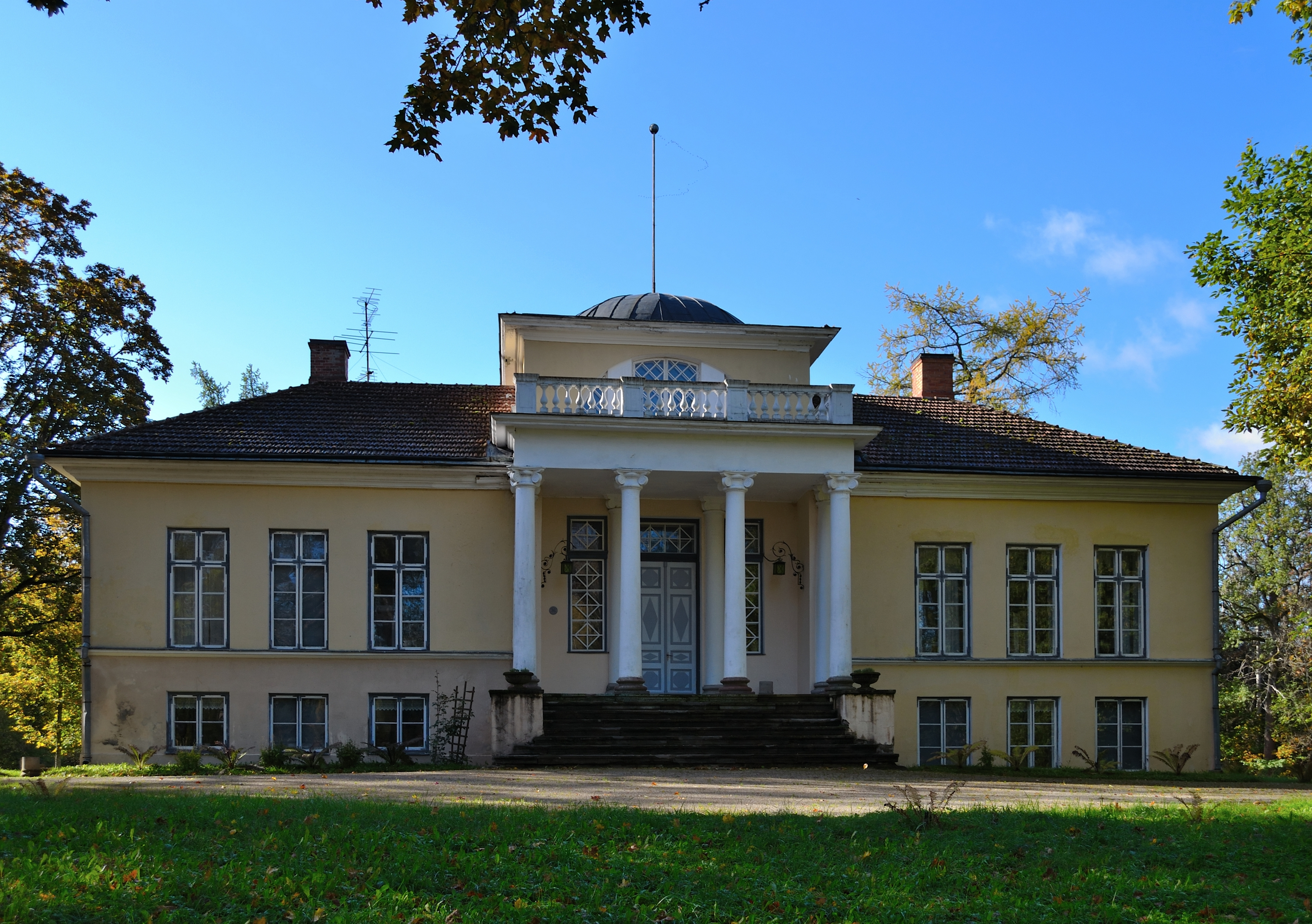
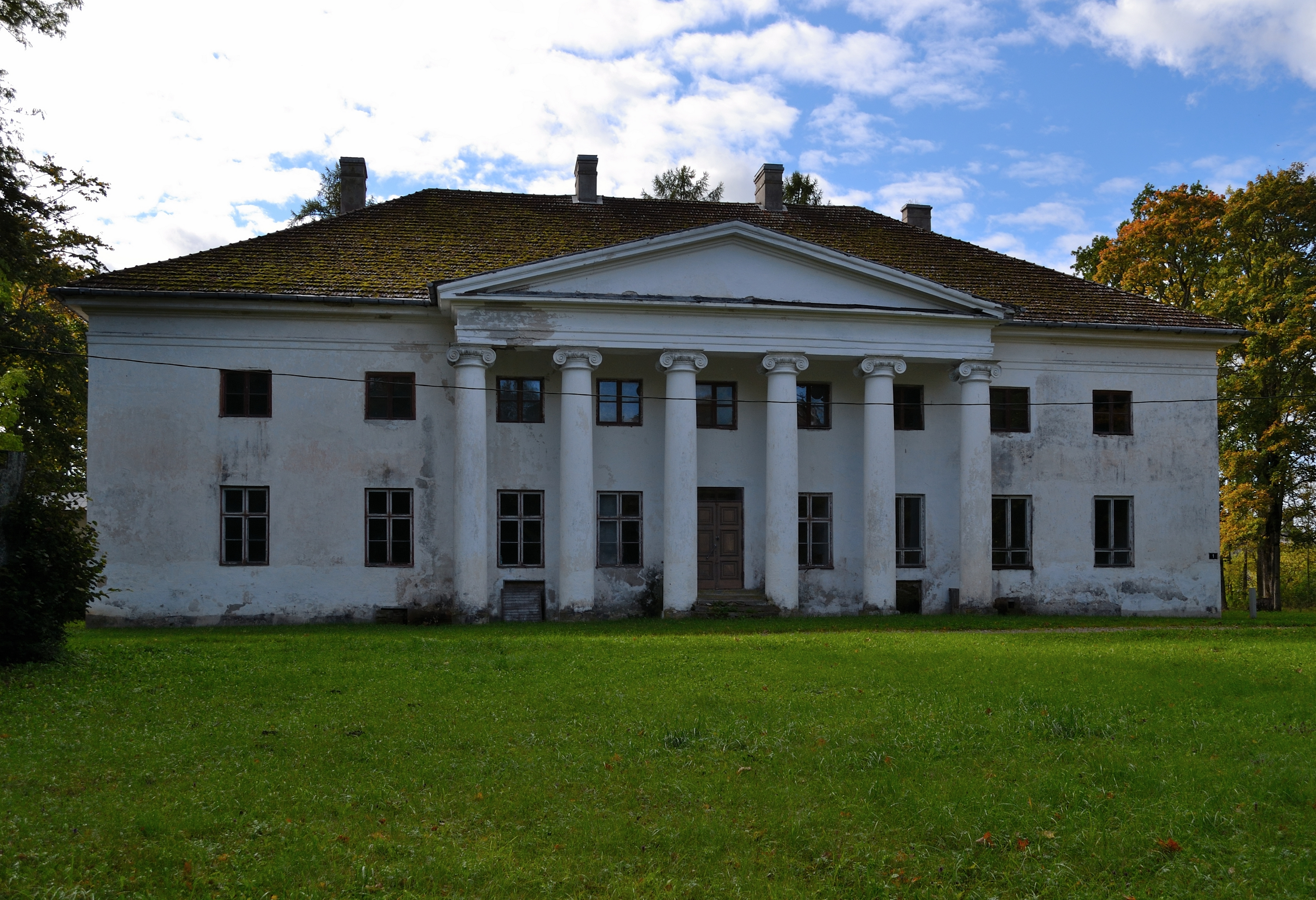